# Пожарные Чикаго (сезон 1)
Первый сезон американского драматического телесериала «Пожарные Чикаго» (англ. Chicago Fire) демонстрировался на телеканале NBC с 10 октября 2012 года по 22 мая 2013 года. Он состоит из 24 эпизодов.

## Сюжет
Сериал рассказывает о жизни и работе пожарных, спасателей и парамедиков чикагской пожарной части № 51.

## Актёры и роли

### Главные герои
- Джесси Спенсер — лейтенант Мэтью Кейси (машина 81).
- Тейлор Кинни — Келли Северайд (бригада спасателей 3).
- Моника Рэймунд — парамедик Габриела Доусон (скорая 61).
- Лорен Джерман — парамедик Лесли Шей (скорая 61).
- Чарли Барнетт — пожарный Питер Миллс (машина 81).
- Имонн Уокер — Уоллес Боден, начальник пожарной части 51.
- Дэвид Эйденберг — пожарный Кристофер Херрманн (машина 81).
- Тери Ривз — доктор Халли Томас (эпизоды 1-7; 20-22).

### Второстепенные герои
- Юрий Сардаров — Пожарный Брайан «Отис» Звонечек (машина 81).
- Джо Минозо — Пожарный Джо Круз, водитель машины 81.
- Кристиан Столт — Пожарный Рэнди «Мауч» Макхолланд (машина 81).
- Джон Седа — Детектив Антонио Доусон.
- Робин Кофин — Синди, супруга Кристофера Херрманна.
- Джейсон Бех — Детектив Хэнк Войн.
- Мо Галлини — Пожарный Хосе Варгас, машина 81/бригада 3.
- Уильям Смилли — Пожарный Кэвин Хедли (бригада 3).
- Рэнди Флаглер — Пожарный Харольд Кэпп (бригада 3).
- Энтони Феррарис — Пожарный «Тони» (бригада 3).
- Джеф Лима — Леон Круз, младший брат Джо Круза.
- Трит Уильямс — Бенни Северайд, отец Келли Северайда, бывший пожарный.
- Шейн Макрэй — Эрик Вэли.

## Эпизоды
| № общий | № в сезоне | Название                                               | Режиссёр          | Автор сценария                                                            | Дата премьеры   | Зрители в США (млн) |
| --- | ---------- | ------------------------------------------------------ | ----------------- | ------------------------------------------------------------------------- | --------------- | ------------------- |
| 1 | 1          | «Пилотная серия» «Pilot»                               | Джеффри Начманофф | Майкл Брандт и Дерек Хаас                                                 | 10 октября 2012 | 6,61                |
| Месяц спустя после гибели члена команды Энди Дардена на пожаре сотрудники Пожарной части 51 винят себя в этой трагедии. Два лейтенанта пожарной части № 51 – Мэтью Кейси, начальник машины, и Келли Северайд – обвиняют друг друга в его гибели. Им удаётся уладить свои разногласия, когда один из их коллег – Кристофер Херрманн – тяжело ранен и чуть не погиб при очередном выезде. Парамедик Габриела Доусон пытается спасти пострадавшую девочку, делая опасную процедуру вне больницы. В пожарную часть поступает новичок Питер Миллс. Кейси пытается разобраться в отношениях со своей невестой Халли. |            |                                                        |                   |                                                                           |                 |                     |
| 2 | 2          | «Любовь моя» «Mon Amour»                               | Том Дичилло       | Майкл Брандт и Дерек Хаас                                                 | 17 октября 2012 | 5,85                |
| У Келли Северайда сильные боли из-за травмы плеча, которую он скрывает ото всех. Он, всё ещё переживающий гибель друга, узнаёт, что вдова Дардена Хизер винит его в трагедии. Пожарные спасают двух подростков, зажатых в машине. Кейси и Халли разбираются в отношениях. Брайан «Отис» Звонечек пытается разгадать тайну талисмана машины 81. |            |                                                        |                   |                                                                           |                 |                     |
| 3 | 3          | «Профессиональная вежливость» «Professional Courtesy»  | Джо Чаппелль      | Мэтт Олмстед                                                              | 24 октября 2012 | 6,42                |
| Кейси вынужден принять трудное решение и сообщает Чикагской полиции, что сын детектива Войта был пьян и спровоцировал аварию. Северайд под напором Шей наконец соглашается обратиться к врачу по поводу своей травмы. Выясняется, что травма серьезная, и у него перелом позвонка. Питер Миллс разрывается между работой в семейном кафе и сменами в пожарной части. |            |                                                        |                   |                                                                           |                 |                     |
| 4 | 4          | «Минута» «One Minute»                                  | Глория Муцио      | Андреа Ньюман                                                             | 31 октября 2012 | 5,62                |
| Брат погибшего бездомного при пожаре на складе обвиняет шефа Бодена в том, что он приказал пожарным покинуть здание, в результате чего его брата не спасли. Создается нездоровая обстановка в пожарной части. Лейтенант Северайд считает подозрительной серию случайных пожаров у пожилой женщины. Детектив Войт применяет тактику запугивания против Кейси. |            |                                                        |                   |                                                                           |                 |                     |
| 5 | 5          | «Сохранить отношения» «Hanging On»                     | Жан Де Сегонзак   | Марк Дюбэ                                                                 | 7 ноября 2012   | 7,03                |
| Детектив Войт продолжает преследовать Кейси. Доусон вновь подвергается дисциплинарному взысканию из-за превышения полномочий при оказании помощи пострадавшему. При спасении мужчины с крыши дома Северайд еще больше травмирует руку, что замечает даже шеф Боден. |            |                                                        |                   |                                                                           |                 |                     |
| 6 | 6          | «Зеркало заднего вида» «Rear View Mirror»              | Джо Чаппелль      | Таниа Ст. Джон                                                            | 14 ноября 2012  | 5,77                |
| Доусон и шеф Боден обеспокоены агрессивным поведением Кейси, который пытается противостоять нападкам детектива Войта. Доусон готовится к дисциплинарному слушанию и приятно удивлена появлением особой свидетельницы, которую привел Мауч для ее защиты. Доусон отстраняют на три смены. Войта арестовывают при попытке договориться с исполнителем «решить проблему Кейси». |            |                                                        |                   |                                                                           |                 |                     |
| 7 | 7          | «Две семьи» «Two Families»                             | Майкл Словис      | Майкл Брандт и Дерек Хаас                                                 | 21 ноября 2012  | 5,55                |
| Все члены пожарной части должны пройти тест на наркотики после вызова в детский сад, где в подвале была обнаружена лаборатория по производству метамфетамина. Северайд обеспокоен проверкой, т. к. втайне даже от Шей принимает обезболивающие препараты. Боден разъярен, когда узнает, что его пожарные попали в перестрелку при выезде на происшествие без прикрытия полиции. Обед в честь Дня благодарения в пожарной части № 51 дважды прерывается. Кейси принимает экстренные роды во время тяжёлого ДТП. Впервые принятые роды побуждают его поговорить с Халли об их будущем. В пожарную часть приходит подросток, который вызывает подозрения у Бодена и Херрманна, т. к. он неоднократно появлялся в местах пожаров.  |            |                                                        |                   |                                                                           |                 |                     |
| 8 | 8          | «Выход из станции» «Leaving the Station»               | Константин Макрис | Брайан О                                                                  | 5 декабря 2012  | 7,21                |
| Миллс пребывает в шоке после увиденного на вызове расчленённого тела девочки, найденного в железнодорожном тоннеле, и начинает сомневаться в правильности выбора своей профессии. В пожарную часть № 51 на стажировку приезжают пожарные из Канады, и к ним постоянно цепляется Мауч. Доусон и Шей приезжают на вызов к 6-летней девочке. Они подозревают, что мать малышки имеет прямое отношение к плохому самочувствию девочки. Между тем Северайд еще больше ухудшает свою травму, спасая диабетика с дерева. Кейси помогает Миллсу избавиться от стресса, познакомив его с семьей, чья дочь в прошлом году едва не погибла в пожаре. Шей отправляет домой к мужу свою бывшую девушку, которая вышла замуж и забеременела. |            |                                                        |                   |                                                                           |                 |                     |
| 9 | 9          | «Это не просто» «It Ain't Easy»                        | Том Дичилло       | Хилли Хикс мл.                                                            | 12 декабря 2012 | 4,87                |
| При тушении пожара в авто-механическом цехе серьёзно пострадал пожарный Хосе Варгас, надышавшись испарений магния. Его признают нетрудоспособным по состоянию здоровья и отправляют на пенсию. Шеф Боден пытается помочь подозреваемому несовершеннолетнему поджигателю. Женщина, спасённая Северайдом от удара электрическим током, на очередном вызове приглашает его на свидание. Между тем Круз пытается спасти своего младшего брата Леона от банды, с которой он связан. |            |                                                        |                   |                                                                           |                 |                     |
| 10 | 10         | «Счастливого Рождества и т.д.» «Merry Christmas, Etc.» | Стив Шилл         | Майкл Гилвари                                                             | 19 декабря 2012 | 6,75                |
| После тушения пожара в одном богатом особняке команду Кейси обвиняют в краже алмазного ожерелья стоимостью $50 000. Команда вызвана на пожар в здание, где проходят бандитские разборки со стрельбой. Рискуя жизнью, Круз врывается в здание, чтобы спасти своего брата Леона. При обследовании здания Джо идёт на отчаянные меры, чтобы спасти своего брата из сетей банды. Доусон приглашает Кейси на семейную Рождественскую вечеринку. Шей ссорится с Северайдом, т. к. Келли продолжает принимать обезболивающие. Машина скорой помощи Доусон и Шей попадает в ДТП. |            |                                                        |                   |                                                                           |                 |                     |
| 11 | 11         | «Бог сказал» «God Has Spoken»                          | Дэниел Сакхайм    | Андреа Ньюман и Марк Дюбэ                                                 | 2 января 2013   | 8,54                |
| Снедаемый виной за смерть Флэко в огне, Круз пытается признаться Кейси в содеянном. Кейси навещает мать в тюрьме. Шей в больнице с черепо-мозговой травмой, полученной в аварии с участием машины скорой помощи. Миллс заменяет Шей в команде парамедиков. Северайд рассказывает Доусон о своей травме и проблеме и просит о помощи. Кейси ссорится со своей сестрой из-за близящегося рассмотрения дела матери по ее досрочному освобождению. Херрманн затевает авантюру, чтобы заработать денег. Между Доусон и Миллс завязываются романтические отношения. |            |                                                        |                   |                                                                           |                 |                     |
| 12 | 12         | «Под нож» «Under the Knife»                            | Алекс Чаппл       | Мэтт Олмстед и Райан Харрис                                               | 9 января 2013   | 8,04                |
| Доусон и Миллс решают не афишировать свои отношения в части. Шей возвращается в расчёт. На очередном вызове команда находит в большом трейлере, полного мертвых беженцев, 16-летнюю девочку. Доусон принимает активное участие в судьбе девочки, чтобы ее не депортировали. Северайд сообщает шефу Бодену о своей травме, что заставляет его пересмотреть всю свою жизнь. Семья Кейси готовится к слушанию по делу его матери. Келли принимает решение переехать в Мадрид со своей девушкой. |            |                                                        |                   |                                                                           |                 |                     |
| 13 | 13         | «Теплый и мертвый» «Warm and Dead»                     | Алик Сахаров      | Майкл Брандт и Дерек Хаас                                                 | 30 января 2013  | 7,31                |
| Маленький Эрни погибает при пожаре, а шеф помогает задержать предполагаемого поджигателя – его дядю. Отис выходит на замену на пару смен в самую медленную пожарную часть в городе. И встретив там теплый прием, принимает решение о переводе в эту часть. В пожарной части № 51 появляется Пауч. Северайд сомневается в своем решении переехать в Испанию и в поисках поддержки едет к отцу. Кларис уходит от мужа и переезжает к Шей. |            |                                                        |                   |                                                                           |                 |                     |
| 14 | 14         | «Немного вкуса» «A Little Taste»                       | Артур В. Форни    | Мэтт Олмстед и Хилли Хикс мл.                                             | 6 февраля 2013  | 6,60                |
| Северайд благополучно восстановился после операции и готов вернуться к работе в части. Его замещает Эрик Вэли, его бывший друг и брат его бывшей невесты. У них непростые отношения. Херрманн, Отис и Доусон покупают бар, который они недавно тушили. Антонио Доусон занимается опасным расследованием дела с «плохим» героином. У Кейси проблемы с матерью, которая живёт с ним после освобождения из тюрьмы. Кларис рожает мальчика, но её муж хочет получить полную опеку над сыном. |            |                                                        |                   |                                                                           |                 |                     |
| 15 | 15         | «На здоровье!» «Nazdarovya!»                           | Джо Чаппелль      | Андреа Ньюман                                                             | 13 февраля 2013 | 6,65                |
| Антонио тяжело ранен. Руководство недовольно его действиями. Чтобы помочь брату, Габи обращается за помощью к «грязному» полицейскому Хэнку Войту. Мать Кейси пытается наладить отношения со своим сыном, рассказав ему, наконец, почему она убила своего мужа. По просьбе Вэли Северайд посещает свою бывшую невесту, в то время как Херрманн и Отис узнают некоторые подробности об их «тихом партнере» по барному бизнесу. |            |                                                        |                   |                                                                           |                 |                     |
| 16 | 16         | «Вирусный» «Viral»                                     | Майкл Брандт      | Майкл Гилвари                                                             | 20 февраля 2013 | 6,50                |
| Неоправданно рисковое поведение Круза на пожаре подвергает опасности остальных членов команды. Кейси и его сестра Кристи пытаются решить проблемы с их матерью и друг другом. При оказании помощи бездомному Шей поранилась иглой от шприца. Расчёт отправляется на новый вызов помогать саперам. Отис, Херрманн и Доусон находят сейф в баре. Северайду удается вернуть Рене в семью. Сердце Шей вновь разбито. |            |                                                        |                   |                                                                           |                 |                     |
| 17 | 17         | «Лучше лги» «Better to Lie»                            | Джо Чаппелль      | Мэтт Олмстед и Райан Харрис                                               | 27 февраля 2013 | 6,62                |
| В гости к Северайду приезжает отец. У Бенни Северайда и шефа Бодена напряженные отношения из-за истории с гибелью Генри Миллса, отца Питера. На очередном выезде Питер Миллс спасает обезумевшего водителя, виновного в аварии, в который погиб человек. Херрманн, Отис и Доусон раскрывают тайну, связанную с баром, и у бара появляется название. |            |                                                        |                   |                                                                           |                 |                     |
| 18 | 18         | «Фейерверк» «Fireworks»                                | Карен Гавиола     | Тим Тэлботт                                                               | 20 марта 2013   | 6,39                |
| Продолжается и разгорается конфликт между Боденом и Северайдом, поскольку Миллс недоволен действиями Бенни на пожаре, в результате которого отец Миллса погиб. Северайд, Кейси и Бенни становится известна причина двух пожаров в ресторанах. Шей планирует завести ребёнка. |            |                                                        |                   |                                                                           |                 |                     |
| 19 | 19         | «Маленький гроб» «A Coffin That Small»                 | Дарнелл Мартин    | Сюжет : Стив Чикеротис Телесценарий : Майкл Брандт и Дерек Хаас           | 27 марта 2013   | 6,85                |
| Команда безуспешно пытается спасти пострадавших при обрушении многоэтажного дома, одного человека спасти не удаётся. После этого все пожарные пожарной части № 51 остаются под тяжёлым впечатлением. Миллс становится пожарным вместо водителя по воле Северайда, но ряд сотрудников этим недовольны. Конфликт Северайда с Кейси усиливается. |            |                                                        |                   |                                                                           |                 |                     |
| 20 | 20         | «Амбиции» «Ambition»                                   | Артур В. Форни    | Андреа Ньюман и Майкл Гилвари                                             | 3 апреля 2013   | 6,37                |
| Ряд сотрудников не рады тому, что Миллс стал пожарным с ведома Северайда. Доусон и Шей напротяжение нескольких дежурств обучают стажёра Тару. Шей помогает Синди готовиться к родам, пока её муж Кристофер в отъезде. Доусон строит отношения с Кейси. |            |                                                        |                   |                                                                           |                 |                     |
| 21 | 21         | «Удар возмездия» «Retaliation Hit»                     | Жан Де Сегонзак   | Мэтт Олмстед и Хилли Хикс мл.                                             | 1 мая 2013      | 6,35                |
| В пожарную часть вновь приходит детектив Войт. Он хочет использовать достижения спасителя брата Доусон Антонио. У Кейси вновь проблемы в личной жизни. Владельцы бара «У Молли» планируют его открытие. У Северайда возникают серъёзные трудности на работе. |            |                                                        |                   |                                                                           |                 |                     |
| 22 | 22         | «Лидеры ведут» «Leaders Lead»                          | Майкл Словис      | Сюжет : Дик Вульф и Мэтт Олмстед Телесценарий : Майкл Брандт и Дерек Хаас | 8 мая 2013      | 6,89                |
| Северайд вынужден пибегнуть к помощи, чтобы справиться с проблемами. Кейси занимается налаживанием своей судьбы. Миллс и Доусон внезапно испытывают трудности из-за того, что скрывала мать Миллса. |            |                                                        |                   |                                                                           |                 |                     |
| 23 | 23         | «Отпусти её» «Let Her Go»                              | Джо Чаппелль      | Сюжет : Дик Вульф и Мэтт Олмстед Телесценарий : Майкл Брандт и Дерек Хаас | 15 мая 2013     | 6,90                |
| Кейси работает вместе с отделом расследований, во главе которого стал Войт. Кажется, что Войт взялся за старое после выхода из тюрьмы. Шей рада тому, что станет мамой. У Миллс и Доусон трудности в жизни. Все сотрудники собираются отметить начало работы бара «У Молли». |            |                                                        |                   |                                                                           |                 |                     |
| 24 | 24         | «Адская поездка» «A Hell of a Ride»                    | Алекс Чаппл       | Андреа Ньюман и Майкл Гилвари                                             | 22 мая 2013     | 6,13                |
| Пожарные выезжают на пожар в тюрьме графства Кук и они вынуждены помочь разрешить сложное положение. Шей занята воплощением своих мечтаний. Жена Херрманна Синди заберемела в пятый раз. Миллс и Доусон вынуждены определиться со своей дальнейшей судьбой. |            |                                                        |                   |                                                                           |                 |                     |

## Дистрибуция
Сезон вышел на DVD в США 10 сентября 2013, в Великобритании 14 октября 2013, в Германии 16 января 2014.